# Joseph Chappey
Joseph Chappey, né le 4 juillet 1888 à Avesnes-sur-Helpe et mort le 26 juillet 1976 à Neuilly-sur-Seine est un haut fonctionnaire et historien français.

## Biographie
Ancien élève de l''École normale supérieure et agrégé d'allemand, Chappey sert sous les drapeaux au début de la Première Guerre mondiale comme sous-lieutenant et passera tout le conflit dans l'infanterie. Pendant l'Entre-deux-guerres, il est posté à l'étranger : Il est envoyé par le ministère des Affaires étrangères en Allemagne, puis en 1920 au Royaume-uni. Il travaille à Genève au sein du Bureau international du travail jusqu'en 1923. Il est durant cette même période secrétaire de Maurice Barrès entre 1918 et 1923. À partir des années 1930, il se lance dans l'écriture historique. Ses deux ouvrages principaux sont  La Crise du capital, et La Révolution économique du XXe siècle. Il débute aussi une  histoire de la civilisation en Occident dont seuls les premiers tomes seront publiés. Au moment de sa mort en 1976, il préparait un ouvrage sur les relations franco-allemandes du Directoire à la Restauration.

## Publications
- Maurice Barrès, Goethe et l'Austrasie, Paris, La revue de Paris, 1925
- La Crise de la monnaie et la Restauration des pays danubiens, Paris, 1933
- La Crise du capital. I. La formation du système monétaire moderne, Paris, Recueil Sirey, 1937
- La Crise du capital. II. L'Avènement de la démocratie économique et le nationalisme économique, librairie du Recueil Sirey, 1939
- La Révolution économique du XXe siècle. La Naissance de la cité nouvelle,  Paris, Librairie du Recueil Sirey, 1942
- La Révolution économique du XXe siècle. II. La Révolution n'est pas faite, Paris, Recueil Sirey, 1944
- Histoire de la civilisation en Occident, Paris, Presses de l'Univers, 1950
- Histoire générale de la civilisation d'Occident, de 1870 à 1950, Paris, Presses universelles, 1950-1960
- Le Communisme n'est pas seul responsable, réponse à un académicien, Paris, Presses universelles, 1951

## Archives
- Inventaire du fonds des archives de Joseph Chappey conservées à La contemporaine.
- Inventaire du fonds des archives de Joseph Chappey conservées aux Archives nationales.